# Замковая улица (Баку)
Замковая (Гаср) улица (азерб. Qəsr küçəsi) — улица в Баку, в историческом районе Ичери-шехер (Старый город).

## История
Улица пострадала от землетрясения 2000 года, часть зданий на улице рухнула, в частности д. 16

## Застройка
В северной части улица огибает банный комплекс дворца Ширваншахов.

## Достопримечательности
Мечеть Гаджи Эйбат (1791, архитектор Гаджи Эйбат Амирали оглу)
Бакинский музей миниатюрных книг
д. 32 — XVIII век
В сквере, примыкающем к территории дворца Ширваншахов, установлена инсталляция из семи стаканов «армуду»

## Галерея

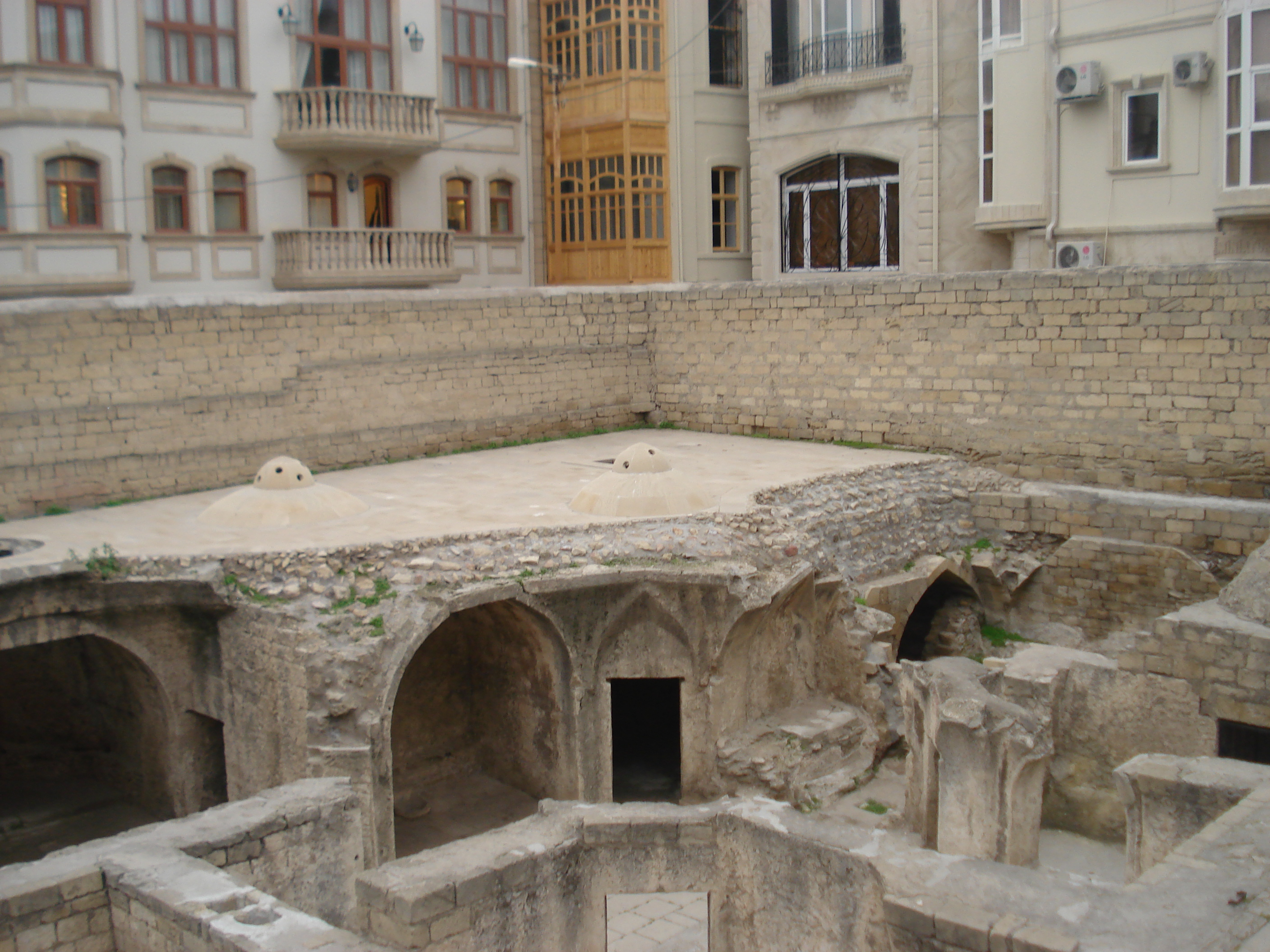
Руины дворцовых бань
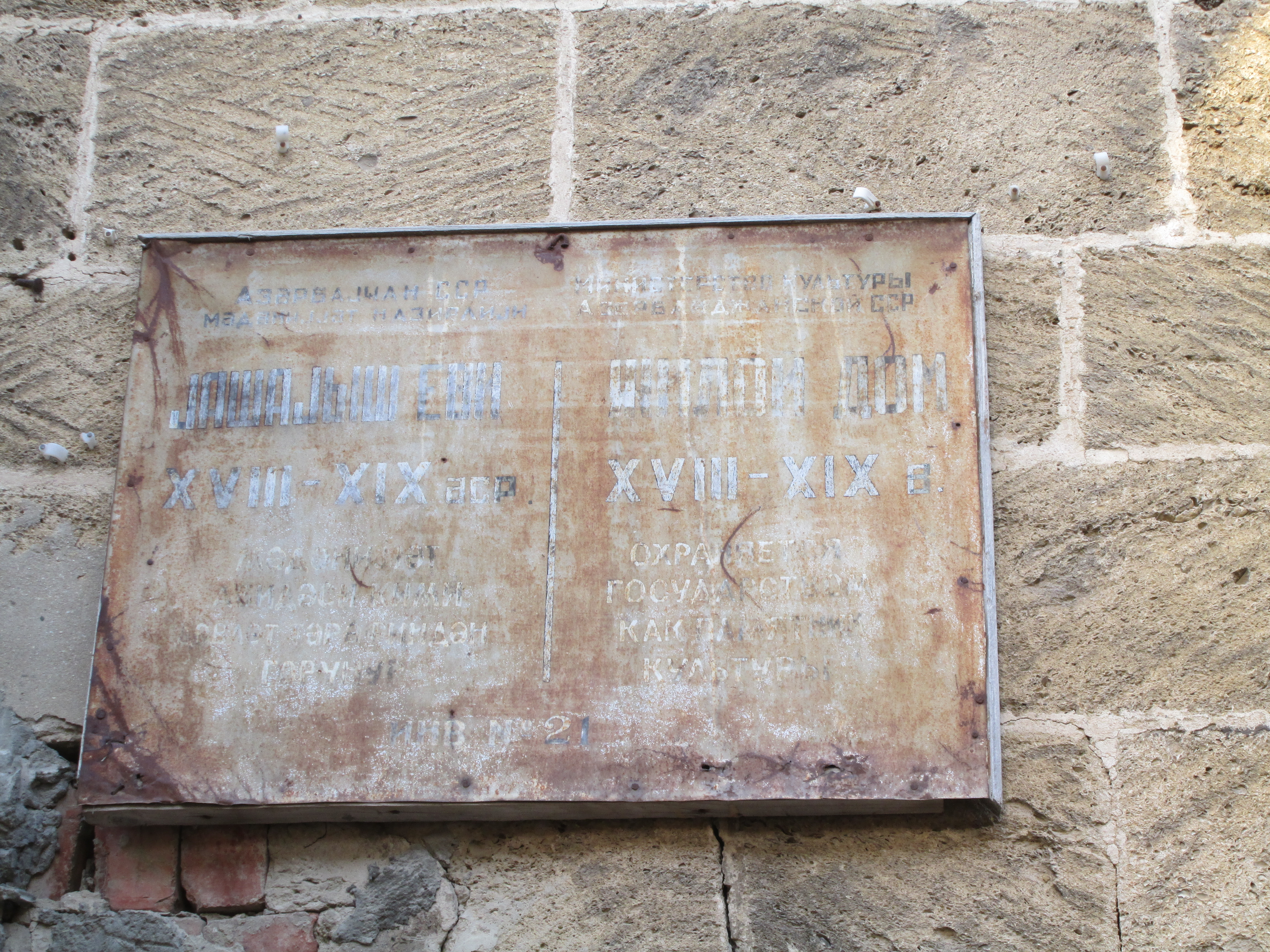
Табличка на д. 32 (XVIII век)
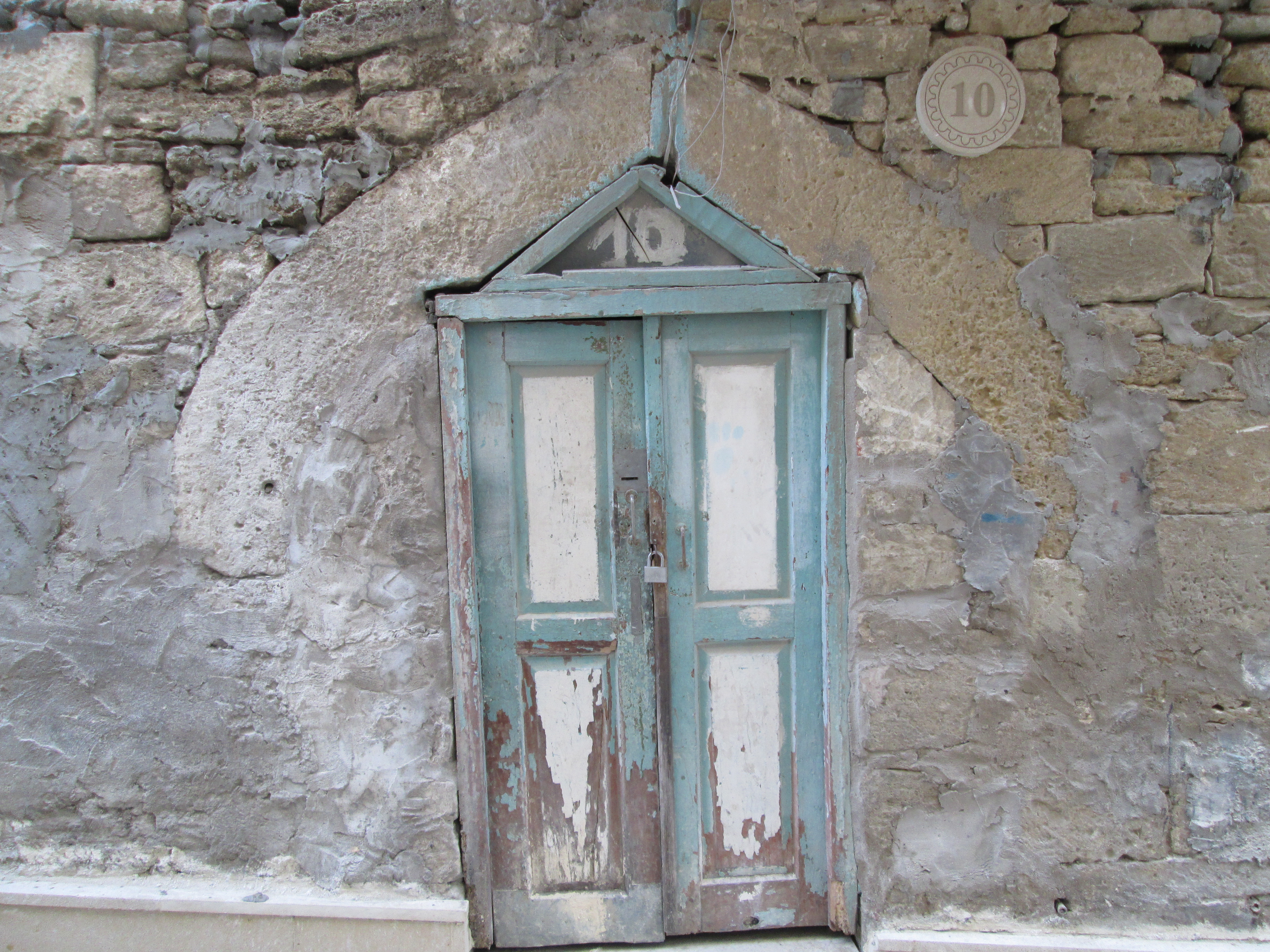
Мечеть Гаджи Эйбата
Инсталляция «Семь красавиц „армуды“»